# Émirats arabes unis aux Jeux olympiques d'été de 2024
Les Émirats arabes unis participent aux Jeux olympiques de 2024 à Paris. Il s'agit de leur 11e participation à des Jeux olympiques d'été.
Le cavalier Omar Al Marzouqi est nommé porte-drapeau de la délégation en juillet 2024.

## Nombre d’athlètes qualifiés par sport
Voici la liste des qualifiés et sélectionnés émiratis par sport (remplaçants compris) :
| Sport                                 | Hommes | Femmes | Total |
| ------------------------------------- | ------ | ------ | ----- |
| Athlétisme                            | -      | 1      | 1     |
| Cyclisme                              | -      | 1      | 1     |
| Équitation                            | 3      | -      | 3     |
| Judo                                  | 5      | 1      | 6     |
| Sports aquatiques • Natation sportive | 1      | 1      | 2     |
| Total                                 | 9      | 4      | 13    |

## Résultats

### Athlétisme

#### Femmes
| Athlète       | Épreuve | Tour préliminaire | Tour préliminaire | Premier tour | Premier tour | Demi-finales | Demi-finales | Finale   | Finale   |
| Athlète       | Épreuve | Temps             | Rang              | Temps        | Rang         | Temps        | Rang         | Temps    | Rang     |
| ------------- | ------- | ----------------- | ----------------- | ------------ | ------------ | ------------ | ------------ | -------- | -------- |
| Mariam Kareem | 100 m   | 13 s 26           | 9e                | Éliminée     | Éliminée     | Éliminée     | Éliminée     | Éliminée | Éliminée |

### Cyclisme

#### Route
| Athlète         | Compétition     | Temps | Rang |
| --------------- | --------------- | ----- | ---- |
| Safia Al-Sayegh | Course en ligne | DNF   | DNF  |

### Équitation
| Athlète                                              | Cheval                                     | Compétition | Qualification | Qualification | Qualification | Qualification | Qualification | Finale    | Finale    | Finale    | Finale   | Finale   |
| Athlète                                              | Cheval                                     | Compétition | Pénalités     | Pénalités     | Pénalités     | Temps         | Rang          | Pénalités | Pénalités | Pénalités | Temps    | Rang     |
| Athlète                                              | Cheval                                     | Compétition | Saut          | Temps         | Total         | Temps         | Rang          | Saut      | Temps     | Total     | Temps    | Rang     |
| ---------------------------------------------------- | ------------------------------------------ | ----------- | ------------- | ------------- | ------------- | ------------- | ------------- | --------- | --------- | --------- | -------- | -------- |
| Omar Al Marzouqi Abdulla Al-Marri Ali Hamad Al-Kirbi | Enjoy de la Mure McGregor Jarlin de Torres | Par équipes | 12 16 28      | 0 16          | 72            | 249 s 47      | 18e           | Éliminés  | Éliminés  | Éliminés  | Éliminés | Éliminés |
| Salim Ahmed Al Suwaidi                               | Foncetti VD Heffinck                       | Individuel  | 16            | 0             | 16            | 76 s 42       | 61e           | Éliminé   | Éliminé   | Éliminé   | Éliminé  | Éliminé  |
| Abdulla Al-Marri                                     | McGregor                                   | Individuel  | Abandon       | Abandon       | Abandon       | Abandon       | Abandon       | Abandon   | Abandon   | Abandon   | Abandon  | Abandon  |
| Omar Al Marzouqi                                     | Enjoy de la Mure                           | Individuel  | 0             | 1             | 1             | 79 s 56       | 21e           | 8         | 0         | 8         | 83 s 38  | 19e      |

### Judo
| Athlète                   | Compétition     | 1er tour                    | 2e tour                | 3e tour             | Quart de finale       | Demi-finale         | Repêchage                | Finale / CB | Rang     |
| Athlète                   | Compétition     | Adversaire Résultat         | Adversaire Résultat    | Adversaire Résultat | Adversaire Résultat   | Adversaire Résultat | Adversaire Résultat      |             | Rang     |
| ------------------------- | --------------- | --------------------------- | ---------------------- | ------------------- | --------------------- | ------------------- | ------------------------ | ----------- | -------- |
| Bayanmönkhiin Narmandakh  | Moins de 66 kg  | Baul Défaite 00 - 10        | Éliminée               | Non disputé         | Éliminée              | Éliminée            | Éliminée                 | Éliminée    | Éliminée |
| Nugzar Tatalashvili       | Moins de 81 kg  | Exempté                     | Gandía Défaite 00 - 11 | Éliminé             | Éliminé               | Éliminé             | Éliminé                  | Éliminé     | Éliminé  |
| Aram Grigorian            | Moins de 90 kg  | Bobonov Victoire 10 - 00    | Nyman Victoire 10 - 00 | Non disputé         | Murao Défaite 00 - 10 | Non disputé         | Tselídis Défaite 00 - 10 | Éliminé     | Éliminé  |
| Dzhafar Kostoev           | Moins de 100 kg | Gonçalves Victoire 10 - 01  | Korrel Défaite 00 - 01 | Non disputé         | Éliminé               | Éliminé             | Éliminé                  | Éliminé     | Éliminé  |
| Magomedomar Magomedomarov | Plus de 100 kg  | Mehdi Lili Victoire 10 - 00 | Riner Défaite 00 - 10  | Non disputé         | Éliminé               | Éliminé             | Éliminé                  | Éliminé     | Éliminé  |

| Athlète                | Compétition    | 1er tour             | 2e tour                  | Quart de finale     | Demi-finale         | Repêchage           | Finale / CB         | Rang    |
| Athlète                | Compétition    | Adversaire Résultat  | Adversaire Résultat      | Adversaire Résultat | Adversaire Résultat | Adversaire Résultat | Adversaire Résultat | Rang    |
| ---------------------- | -------------- | -------------------- | ------------------------ | ------------------- | ------------------- | ------------------- | ------------------- | ------- |
| Bishreltiin Khorloodoi | Moins de 52 kg | Zhu Victoire 10 - 00 | Ballhaus Défaite 00 - 11 | Éliminé             | Éliminé             | Éliminé             | Éliminé             | Éliminé |

### Natation
| Athlète             | Épreuve          | Séries  | Séries | Demi-finales | Demi-finales | Finale  | Finale  |
| Athlète             | Épreuve          | Temps   | Rang   | Temps        | Rang         | Temps   | Rang    |
| ------------------- | ---------------- | ------- | ------ | ------------ | ------------ | ------- | ------- |
| Yousuf Al-Matrooshi | 100 m nage libre | 50 s 39 | 44e    | Éliminé      | Éliminé      | Éliminé | Éliminé |

| Athlète        | Épreuve          | Séries        | Séries | Demi-finales | Demi-finales | Finale   | Finale   |
| Athlète        | Épreuve          | Temps         | Rang   | Temps        | Rang         | Temps    | Rang     |
| -------------- | ---------------- | ------------- | ------ | ------------ | ------------ | -------- | -------- |
| Maha Al-Shehhi | 200 m nage libre | 2 min 17 s 17 | 28e    | Éliminée     | Éliminée     | Éliminée | Éliminée |